# Џереми Су'а
Џереми Су'а (енгл. Jeremy Su'a; 10. новембар 1988) професионални је рагбиста и репрезентативац Самое, који тренутно игра за италијанског прволигаша Петрарку. Похађао је исту школу у коју је ишао и Израел Фолау. Прошао је млађе селекције Аустралије, а када је прешао у сениоре определио се за Самоу. Одиграо је за репрезентацију Самое 2 меча на светском првенству 2011. Био је у Крусејдерсима, али није одиграо ниједан меч.